# 23257 Денні
23257 Денні (23257 Denny) — астероїд головного поясу, відкритий 29 грудня 2000 року.
Тіссеранів параметр щодо Юпітера — 3,432.